# Joachim Tauber

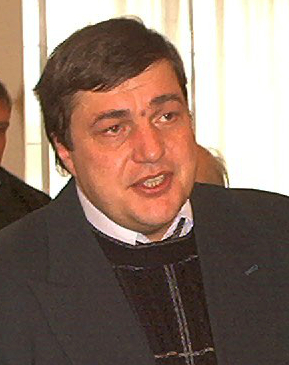
Joachim Tauber (2002 im Kulturzentrum Ostpreußen Ellingen)

Joachim Tauber (* 28. Juli 1958 in Nürnberg) ist ein deutscher Historiker und Leiter des Nordost-Instituts – Institut für Kultur und Geschichte der Deutschen in Nordosteuropa (IKGN).

## Leben
Tauber studierte Germanistik, Klassische Philologie und Geschichte an der Friedrich-Alexander-Universität Erlangen-Nürnberg und wurde dort 1989 mit einer Arbeit zum Thema Römische Republik und russische Autokratie in der Krise. Einige Grundmerkmale im Vergleich promoviert. 1989/1990 war Tauber wissenschaftlicher Mitarbeiter am Lehrstuhl für osteuropäische Geschichte und Zeitgeschichte der Universität Erlangen-Nürnberg (Karl-Heinz Ruffmann). Von 1990 bis 2001 arbeitete er als wissenschaftlicher Mitarbeiter am Institut Nordostdeutsches Kulturwerk e. V., an dem er von 1993 bis 2001 Leiter des Nordostdeutschen Archivs sowie von März bis Dezember 2001 Stellvertreter des Direktors war. Ab 2002 war Tauber wissenschaftlicher Mitarbeiter am IKGN. Seit Mai 2010 ist er dessen Direktor.
2013 wurde Tauber an der Universität Hamburg mit einer Arbeit zum Thema „Der jüdische Arbeitseinsatz in Litauen 1941-1944“ habilitiert (publiziert unter dem Titel: „Arbeit als Hoffnung. Jüdische Ghettos in Litauen 1941-1944“, München 2015). Im gleichen Jahr wurde er von der Universität Hamburg zum Privatdozenten für Neuere Geschichte ernannt. Seit Mai 2017 Professor an der Universität Hamburg. Am 1. Oktober 2020 wurde Tauber für die fünfte Amtsperiode (2020–2025) der Gemeinsamen Kommission für die Erforschung der jüngeren Geschichte der deutsch-russischen Beziehungen (Deutsch-russische Geschichtskommission) zum deutschen Ko-Vorsitzenden gewählt.
Er ist der erste Vorsitzende der Gemeinsamen Kommission, der nicht zur Geschichte der Sowjetunion und des modernen Russlands geforscht hat und des Russischen nicht mächtig ist.
Zu Taubers wissenschaftlichen Arbeitsschwerpunkten gehören die Geschichte Litauens im 20. Jahrhundert, deutsch-litauische Beziehungen im 20. Jahrhundert, deutsche Besatzungspolitik in Osteuropa im Ersten und Zweiten Weltkrieg sowie der Holocaust im Baltikum.

## Mitgliedschaften
Tauber ist Mitglied verschiedener nationaler und internationaler Gremien u. a.:
- Internationale Kommission zur Erforschung der nationalsozialistischen und sowjetischen Verbrechen in Litauen beim Präsidenten der Republik Litauen
- Latvijas vēsturnieku komisija (Historikerkommission Lettlands)
- Berufungskommission des Instituts für Geschichte Litauens
- Vorsitzender des Deutsch-Litauischen Forums e. V.
- Verband der Osteuropahistorikerinnen und Historiker (VOH)
- Baltische Historische Kommission (BHK)
- Historische Kommission für ost- und westpreußische Landesforschung?
- Editorial Board bzw. wissenschaftlicher Beirat folgender Periodika: Lithuania Foreign Affairs, Lietuvos Istorijos Metraštis (Jahrbuch für Geschichte Litauens), Genocidas ir Rezistencija (Genozid und Resistenz), On the Boundary of Two Worlds

## Schriften
Monographie
- Arbeit als Hoffnung. Jüdische Ghettos in Litauen 1941–1944, München 2015, ISBN 978-3-11-041476-9
- Zusammen mit Ralph Tuchtenhagen: Vilnius. Kleine Geschichte der Stadt, Köln u. a. 2008, ISBN 978-3-412-20204-0

Herausgeberschaften
- Imke Hansen, Katrin Steffen, Joachim Tauber (Hrsg.): Lebenswelt Ghetto. Alltag und soziales Umfeld während der nationalsozialistischen Verfolgung, Wiesbaden 2013, ISBN 978-3-447-06882-6
- Joachim Tauber (Hrsg.): „Kollaboration“ in Nordosteuropa. Erscheinungsformen und Deutungen im 20. Jahrhundert, Wiesbaden 2006, ISBN 978-3-447-05367-9
- Vincas Bartusevicius, Joachim Tauber, Wolfram Wette (Hrsg.): Holocaust in Litauen, Köln und Weimar 2003, ISBN 3-412-13902-5

## Auszeichnungen
- 2009: Už nuopelnus Lietuviai (Orden für Verdienste um Litauen)